# Tango in the Night
Tango in the Night é o décimo quarto álbum de estúdio da banda de rock anglo-americana de Fleetwood Mac, lançado em 13 de abril de 1987 através da Warner Records. Como resultado da saída de Lindsey Buckingham no final daquele ano, foi o quinto e último álbum de estúdio com a formação mais bem-sucedida da banda: Buckingham, Mick Fleetwood, Christine McVie, John McVie e Stevie Nicks, embora Christine McVie tenha feito participações especiais no álbum de 2003 da banda, Say You Will. Essa formação não se reuniu novamente para outro projeto até o álbum ao vivo The Dance (1997).
Produzido por Buckingham com Richard Dashut, Tango in the Night começou como um dos projetos solo de Buckingham, mas em 1985, a produção se transformou no próximo álbum do Fleetwood Mac. O álbum produziu vários sucessos, incluindo quatro canções que entraram no top vinte da Billboard Hot 100: "Big Love" , "Seven Wonders" , "Little Lies" e "Everywhere". Duas canções adicionais, "Family Man" e "Isn't It Midnight", foram lançadas como singles, porém não obtiveram desempenho comercial significativo. O álbum vendeu mais de 15 milhões de cópias mundialmente. Em março de 2017, edições deluxe remasterizadas de Tango in the Night foram lançadas.

## Antecedentes
Após a conclusão da Mirage Tour em 1982, quatro membros do Fleetwood Mac lançaram cinco álbuns solo, com vários graus de sucesso. Mick Fleetwood, Christine McVie e Lindsey Buckingham lançaram um cada, enquanto Stevie Nicks lançou dois. Buckingham descreveu a banda como sendo "um pouco fragmentada" durante meados da década de 1980.
Em 1985, Christine McVie foi convidada para gravar um cover de "Can't Help Falling in Love" de Elvis Presley para a trilha sonora do filme A Fine Mess. Richard Dashut, que havia projetado e produzido Rumours, Tusk e Mirage, foi contratado para ajudar na produção da música. Buckingham, Fleetwood e John McVie foram recrutados para fornecer a instrumentação. Greg Droman, um produtor relativamente novo na época, foi convidado para fazer a engenharia da música após um encontro com Dashut na Rumbo Recorders. Embora Christine McVie não estivesse planejando uma reunião inicialmente, ela comentou mais tarde que: "Eu apenas pensei que era uma boa ideia. Foi uma progressão natural. Todos nós entramos no estúdio e começamos a tocar algumas das músicas antigas. Não estávamos acumulando poeira tanto quanto pensávamos. Decidimos levar a sério a ideia de fazer outro álbum".
Algumas semanas depois, Droman trabalhou com Buckingham na faixa "Time Bomb Town" para a trilha sonora do filme Back to the Future. Buckingham contratou Droman para projetar o que deveria ser seu terceiro álbum solo, embora o projeto eventualmente tenha se transformado em um álbum do Fleetwood Mac quando outros membros se envolveram.
O Fleetwood Mac pretendia originalmente contratar um produtor externo para as sessões de gravação do Tango in the Night. Eles trabalharam primeiro com Nile Rodgers, mas a colaboração fracassou. O produtor musical Mo Ostin então juntou a banda com Jason Corsaro, que havia trabalhado com o The Power Station. A banda reservou o Studio One e ensaiou por uma semana sem Stevie Nicks, que estava na Austrália em turnê com Tom Petty e Bob Dylan. Nada resultou dessas sessões, então o Fleetwood Mac usou a equipe de produção de Buckingham e Dashut, com Droman como engenheiro de som.

## Lista de faixas
| Lado 1 |                      |                            |                   |         |  |
| N.º    | Título               | Compositor(es)             | Vocais principais | Duração |  |
| 1.     | "Big Love"           | Lindsey Buckingham         | Buckingham        | 3:37    |  |
| 2.     | "Seven Wonders"      | Sandy Stewart Stevie Nicks | Nicks             | 3:38    |  |
| 3.     | "Everywhere"         | Christine McVie            | C. McVie          | 3:41    |  |
| 4.     | "Caroline"           | Buckingham                 | Buckingham        | 3:50    |  |
| 5.     | "Tango in the Night" | Buckingham                 | Buckingham        | 3:56    |  |
| 6.     | "Mystified"          | Buckingham McVie           | C. McVie          | 3:06    |  |

| Lado 2         |                               |                              |                      |         |  |
| N.º            | Título                        | Compositor(es)               | Vocais principais    | Duração |  |
| 7.             | "Little Lies"                 | C. McVie Eddy Quintela       | C. McVie             | 3:38    |  |
| 8.             | "Family Man"                  | Buckingham Richard Dashut    | Buckingham           | 4:01    |  |
| 9.             | "Welcome to the Room... Sara" | Nicks                        | Nicks                | 3:37    |  |
| 10.            | "Isn't It Midnight"           | C. McVie Quintela Buckingham | C. McVie             | 4:06    |  |
| 11.            | "When I See You Again"        | Nicks                        | Nicks com Buckingham | 3:47    |  |
| 12.            | "You and I, Part II"          | Buckingham C. McVie          | Buckingham           | 2:40    |  |
| Duração total: | Duração total:                | Duração total:               | Duração total:       | 43:37   |  |